# Hyposada zavattarii
Hyposada zavattarii is een vlinder uit de familie spinneruilen (Erebidae). De wetenschappelijke naam is voor het eerst geldig gepubliceerd in 1944 door Berio.
De soort komt voor in tropisch Afrika.